# Hans Christoph Ernst von Kalckreuth
Hans Christoph Ernst von Kalckreuth (* 14. Juni 1741 auf Gut Arensdorf (heute Jarnatów) Arensdorf, Kreis Oststernberg; † 1. November 1825 in Breslau) war ein preußischer Generalmajor.

## Leben

### Herkunft
Seine Eltern waren der Erbherr auf Arensdorf Rudolf Erhard von Kalckreuth (* 19. August 1708; † 1750) und dessen Ehefrau Therese Beate, geborene von Wedel (* 14. Oktober 1719; † 12. Februar 1802). Er hatte zwei Brüder: Karl Siegmund (* 1744; † 1816) wurde Landrat und dann Landesdirektor der Neumark, Ernst Karl Rudolf Generalmajor.

### Militärkarriere
Kalckreuth kam am 1. August 1756 als Gefreitenkorporal in das Infanterieregiment „von Tresckow“ der Preußischen Armee. Während des Siebenjährigen Krieges wurde er bei Prag verwundet, kämpfte in der Schlacht bei Kay, den Gefechten bei Gabitz und Domstädtl sowie den Belagerungen von Schweidnitz und Neiße. Im Gefecht bei Moys geriet er am 7. September 1759 in österreichische Gefangenschaft, aus der er am 2. April 1758 ausgetauscht wurde. Am 20. März 1758 wurde er Fähnrich und am 19. November 1760 Sekondeleutnant.
Nach dem Krieg wurde Kalckreuth oft auf Werbung geschickt. Am 29. April 1767 wurde er zum Premierleutnant befördert und nahm als solcher am Bayerischen Erbfolgekrieg teil. Am 31. August 1780 wurde er Stabskapitän sowie am 9. September 1781 Kapitän und Kompaniechef. Die Beförderung zum Major erfolgte am 18. April 1791 und am 12. Dezember 1792 wurde er zum Bataillonskommandeur ernannt. Im Ersten Koalitionskrieg kämpfte Kalckreuth bei der Kanonade von Valmy sowie in den Gefechten von Alsheim, Limbach, Eschweiler, Zweibrücken, dem Sturm auf Bitch und der Schlacht bei Kaiserslautern. Am 31. März 1793 erhielt er für Alsheim den Orden Pour le Mérite.
Nach dem Krieg wurde er am 1. April 1799 Kommandeur eines Grenadierregiments, das aus den Grenadierkompanien der Regimenter „zu Hohenlohe-Ingelfingen“ und „von Treuenfels“ gebildet wurde. Kalckreuth avancierte am 29. Mai 1799 zum Oberstleutnant sowie am 19. Oktober 1799 zum Regimentskommandeur. In dieser Eigenschaft folgte am 28. Mai 1801 seine Beförderung zum Oberst. Kalckreuth erlebte noch am 1. August 1806 sein 50-jähriges Dienstjubiläum, als er in den Vierten Koalitionskrieg zog. In der Schlacht bei Jena geriet er schwer verwundet in Gefangenschaft. Am 10. August 1807 wurde er inaktiv gestellt und erhielt nur noch Halbsold. Ab dem 10. Dezember 1812 erhielt Kalckreuth eine Unterstützung von 50 Talern zusätzlich und am 1. November 1813 wurde ihm der Abschied mit einer Pension von 600 Talern gewährt. In Anerkennung seiner geleisteten Dienste wurde ihm am 5. Juli 1814 der Charakter eines Generalmajors verliehen. Er starb am 1. November 1825 in Breslau.

### Familie
Kalckreuth heiratete am 12. September 1776 in Neiße Christiane Maximiliane von Roedern (* 2. Februar 1745; † 14. Dezember 1813) aus dem Haus Bohrau. Das Paar hatte folgende Kinder:
- Karl Friedrich (* 25. Juli 1777; † 1778)
- Karl Ferdinand (* 15. Juni 1778; † 26. Februar 1838), Hauptmann a. D., Postmeister in Rathenow ⚭ 1809 Sophie Charlotte von Seydlitz (* 16. Mai 1785; † 13. Oktober 1854)

Nach dem Tod seiner ersten Frau heiratete er am 23. September 1814 in Breslau Charlotte Freiin von Kottwitz (* 8. Februar 1755; † 1. Juni 1817) aus dem Haus Boyadel, Witwe des Wilhelm Dietrich von Buddenbrock (* 20. Oktober 1746; † 1. Oktober 1800).